# خط أزكان
مركز الجماعة القروية خميس خط أزكان البعيدة عن المجال الحضري لآسفي بحوالي 14 كيلومترا من بين المراكز القروية التابعة لإقليم آسفي في المغرب لها حدود مباشرة مع مدينة آسفي.

## المناخ
يتميز مناخ خميس خط ازكان بمناخ شبه جاف، مع صيف حار وجاف ما بين شهري ماي وأكتوبر، وشتاء رطب وممطر ما بين شهري أكتوبر وماي.

## وصلات خارجية
- دروس الدعم والتقوية بالمجان لتلامذة الباكالوريا بخط ازكان
- مستشارو الأغلبية بجماعة أزكان بآسفي ينفذون وقفة احتجاجية واعتصاما داخل الجماعة
- جماعة خط أزكان على صفيح ساخن